# Kangaslampi
Kangaslampi este o fostă comună din Finlanda.